# Alsodes tumultuosus
Alsodes tumultuosus är en groddjursart som beskrevs av Veloso, Iturra-Constant och Galleguillos-G. 1979. Alsodes tumultuosus ingår i släktet Alsodes och familjen Cycloramphidae. IUCN kategoriserar arten globalt som akut hotad. Inga underarter finns listade i Catalogue of Life.